# Giancarlo Danova
Giancarlo Danova (18 de noviembre de 1938 - 15 de junio de 2014) fue un futbolista italiano que jugó de delantero en el AC Milan, Torino FC, Calcio Catania, Atalanta BC, Fiorentina FC y Mantova Calcio. Durante su carrera ganó 3 campeonato italianos.

## Características técnicas
Fue muy rápido y potente, por lo que se ganó el apodo de "Pantera" por la rapidez con la que se lanzaba al oponente.

## Carrera
Inició en Milán, el equipo con el que debutó en la Serie A en 1957/58. 
En 1960 pasó al Torino, antes de regresar a Milán y jugó dos campeonatos en las filas del Catania. Continuaó en el Atalanta, Fiorentina, con el que ganó el campeonato de la Reserve desde 1968-1969, Mantova (en B), y finalmente en Omegna. 
Posteriormente se convirtió en entrenador.